# Sandow (film)
Sandow (of Souvenir Strip of the Edison Kinetoscope (Sandow, the Modern Hercules)) is een reeks van drie Amerikaanse korte films uit 1894. De films werden gemaakt door de Edison Manufacturing Company en geregisseerd door William K.L. Dickson.
De films werden op 6 maart 1894 opgenomen in de filmstudio Black Maria en tonen de krachtmens Eugen Sandow die zijn spieren toont in allerlei poses, wat tegenwoordig bodybuilding genoemd wordt. Op 14 april 1894 ging de film in première in het Kinetoscope Parlor op Broadway, New York.

Oorspronkelijk dachten de filmmakers er niet aan om de film een naam te geven. Pas een maand later werd de film geregistreerd onder de naam Souvenir Strip of the Edison Kinetoscope (Sandow, the Modern Hercules).